# Muks Poznań
Le MUKS Poznań est un club polonais féminin de basket-ball appartenant à la PLKK, soit le plus haut niveau du championnat polonais. Le club est basé dans la ville de Poznań.

## Historique
Le club accède à l'élite du championnat à l'issue de la saison 2006-2007.

## Entraîneurs successifs
- Depuis ? : Ilona Madra